# Phare avant de Suurupi
Le phare avant de Suurupi (en estonien : Suurupi alumine  tuletorn) est un feu situé dans le village de Suurupi de la commune de Harku dans le Comté de Harju, en Estonie. Ce feu directionnel fonctionne conjointement avec le phare arrière de Suurupi qui se trouve à plus de 2 km.
Il est géré par l'Administration maritime estonienne ,.
Il est inscrit au registre des monuments nationaux de l'Estonie  en date du 25 novembre 1997.

## Histoire

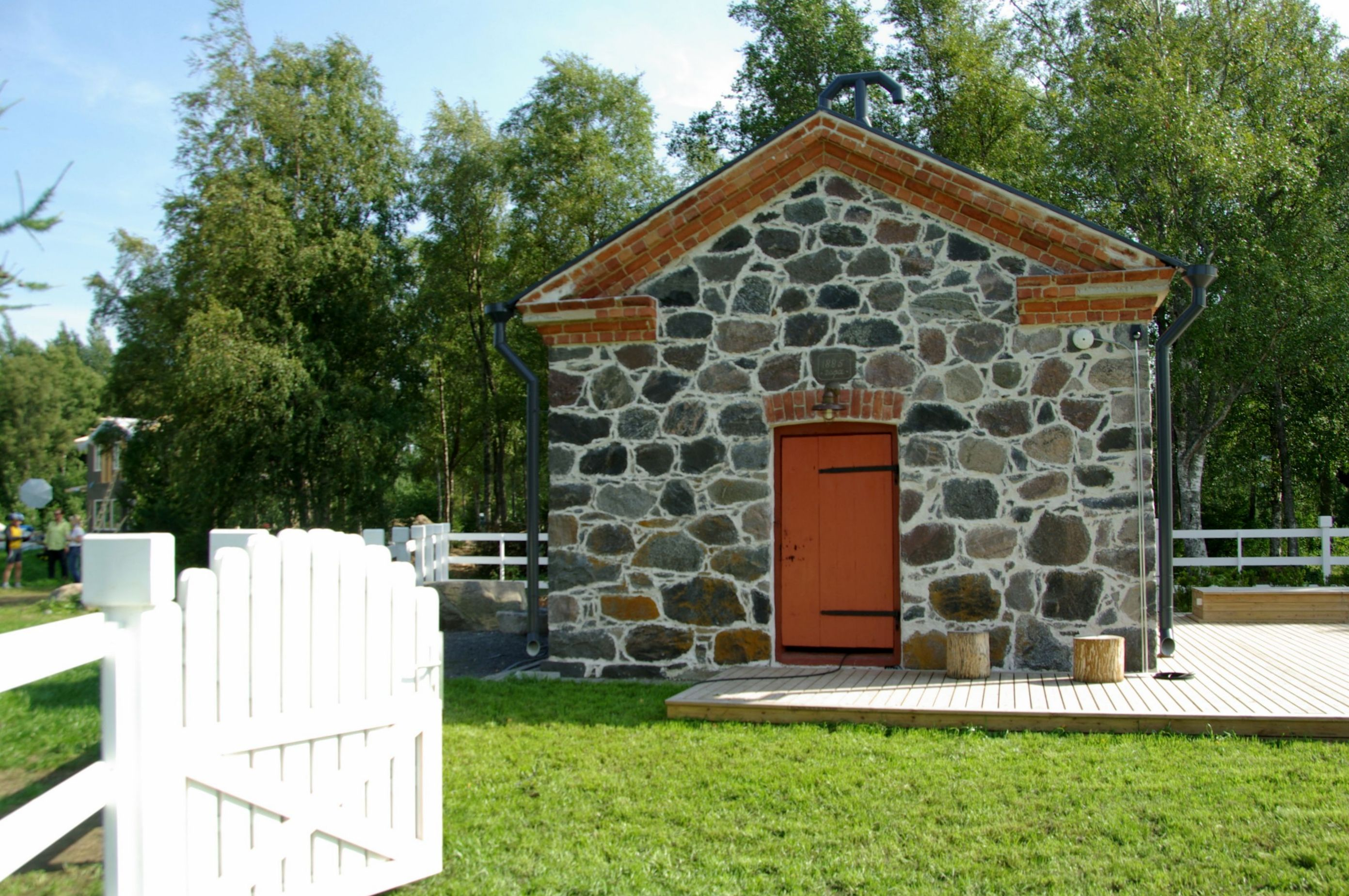
Local à carburant

Le premier phare a été construit en 1859 et il a été rénové en 1885, puis il a été surélevé de 3,5 m. En 1940, il était prévu de le remplacer par une tour en pierre. Pendant la Seconde Guerre mondiale il n'a  pas subi de grands dommages et, les autorités de la République socialiste soviétique d'Estonie le réparèrent. Il est actuellement le seul phare totalement en bois encore en activité en Estonie. Le phare a été entièrement reconstruit en 1998.
Le bâtiment à carburant ainsi qu'un autre local technique   sont inscrits au registre des monuments nationaux de l'Estonie .

## Description
Le phare  est une tour pyramidale en bois, à claire-voie de 15 mètres de haut, avec une galerie et une lanterne noire. La tour est peinte en blanc. Il porte un marquage de jour en blanc. Son feu isophase Il émet, à une hauteur focale de 18 mètres, un éclat blanc  toutes les 3 secondes. Sa portée nominale est de 11 milles nautiques (environ 21 km).
Il est situé près de la côte, à environ 3 km à l'est de Suurupi.
Il sert à guider les navires sortant du port de Tallinn et allant vers le chenal sud de l'île de Naissaar.
Identifiant : ARLHS : EST-012 ; EVA-374 - Amirauté : C-3786 - NGA : 12767 .

## Caractéristique duFeu maritime
Fréquence : 3 secondes (W)
- Lumière : 1.5 secondes
- Obscurité : 1.5 secondes

|                   |
| Golfe de Finlande |

|          |
| Le phare |

|          |
| Le phare |

### Lien connexe
- Liste des phares d'Estonie